# كيفن هول
كيفن هول (بالإنجليزية: Kevin Hole)‏ هو لاعب دوري الرغبي أسترالي، ولد في 1933 في سيدني في أستراليا.